# Ian Evatt
Pour les articles homonymes, voir Evatt.
Ian Evatt, né le 19 novembre 1981 à Coventry en Angleterre, est un ancien footballeur défenseur central anglais reconverti entraîneur.

## Biographie
Le 30 juillet 2013, il rejoint le Chesterfield FC.

## Palmarès

### Joueur
- Membre de l'équipe type de Football League Two en 2014.

### Entraîneur
Barrow
- National League (1) :
  - Champion : 2019-20.